# 黃穎君
黃穎君（英語：Burmie Wong Wing Kwan，1988年11月30日—），香港女演員、主持及作家，曾為無綫電視基本藝人合約藝員，畢業於香港大學教育系學士和香港中文大學社會學系碩士，2016年獲選傑出青年義工，曾為文化體育及旅遊局媒體主任。現為武漢市港區政協委員。

## 背景
黃穎君曾就讀合一堂學校上午校（2000年第40屆小六畢業）、東華三院馬振玉紀念中學及香港管理專業協會羅桂祥中學，2008年在警察訓練學校受訓14週，因繼續學業而退出警隊，其後畢業於香港大學教育學系（主修通識教育科）和香港中文大學（社會學系碩士）（2015年畢業），
2010年12月在香港中華廠商聯合會主辦的《第45屆香港工展會》暨《工展小姐選舉》內奪得冠軍，以及最具才藝獎、最具魅力獎、最合眼緣獎及最佳品牌推廣獎等多個獎項；曾參演《蝦仔爹哋》慈善音樂劇。
2012年6月，黃穎君報名參選《2012年度香港小姐競選》，期間由於樣貌被指與藝人謝安琪相似而備受關注，落選後加入無綫電視，擔任TVB娛樂新聞台粵語主播；同年開始擔任多間慈善機構的活動大使，熱衷參與義工和籌款活動如心晴行動。
2016年，她獲選為香港義工聯盟傑出義工，同時修讀由香港電影編劇家協會與香港公開大學李嘉誠專業進修學院聯合開辦的創意電影編劇專業證書課程。
2017年11月，黃穎君因在《降魔的》裡飾演「龍貓嫂」而受到注目；2018年7月，於香港書展中推出首本散文集《曾幾何時》。黃穎君人緣甚佳，新書發佈會獲多友圈中好友現身支持，包括陳松伶、馮素波、蘇永康、喬寶寶等。
2019年2月加入成為資訊節目《東張西望》外景主持之一。同年因香港青年聯會而參與北京大學的政治及公共行政課程；並於2021年修畢香港政治及行政學苑與香港大學專業進修學院合辦的資深行政人員文憑(政治領袖)課程，是少數以卓越（distinguished)成績畢業。
2020年5月，黃穎君加入主持文化節目《藝文誌》，熱衷文化藝術交流。2021年7月於香港書展內再次推出哲學散文集《未見》；同年9月獲聘博愛醫院高級經理一職；11月在家人及朋友鼓勵下嘗試應徵一年制民政事務局媒體主任，12月7日獲聘而選擇離開無綫電視及淡出娛圈，計劃將來向相關方面發展。
2021年11月，擔任香港再出發大聯盟《2021立法會選舉‧選舉委員會界別候選人論壇》主持人，讓香港巿民了解51位選舉委員會界別的候選人的專業性及背景，於香港及內地各大媒體播出。

## 個人生活
黃穎君與丘一峯（Nick）於2015年5月17日結婚，共育有一子；丈夫為無綫電視幕後人員、香港微電影及節目監制，從事拍攝工作超過十年。而其首部執導的微電影是《本可改變的結局》，為向香港藝人張國榮致敬的作品、主演是惠英紅、黃嘉樂及任容萱，並由鄭秀文唱主題曲《一追再追》。

## 演出作品

### 劇集
| 首播         | 劇名                 | 角色                                           |
| 無綫電視     |                      |                                                |
| 2013年       | 情逆三世緣           | 村 民                                          |
| 2013年       | 神槍狙擊             | 主 持（第9集）                                 |
| 2013年       | 法外風雲             | 護 士（第27集）                                |
| 2013年       | On Call 36小時II     | 冼淑娟                                         |
| 2014至2015年 | 愛·回家 (第一輯)     | 齊姑娘（第465、466集）                         |
| 2014至2015年 | 愛·回家 (第一輯)     | 護 士（第479集）                               |
| 2014至2015年 | 愛·回家 (第一輯)     | 女記者（第490集）                              |
| 2014至2015年 | 愛·回家 (第一輯)     | 助 手（第527集）                               |
| 2014至2015年 | 愛·回家 (第一輯)     | 许春樱（第539集）                              |
| 2014至2015年 | 愛·回家 (第一輯)     | 司 儀（第744集）                               |
| 2014年       | 新抱喜相逢           | 女明星（第13集）                               |
| 2014年       | 愛我請留言           | 新 娘（第1集）                                 |
| 2014年       | 愛我請留言           | OL（第3集）                                    |
| 2014年       | 廉政行動2014         | Simky                                          |
| 2014年       | 女人俱樂部           | 記 者                                          |
| 2014年       | 點金勝手             | 柴富職員（第7集）                              |
| 2014年       | 忠奸人               | Bonnie                                         |
| 2014年       | 載得有情人           | Joyce                                          |
| 2014年       | 使徒行者             | 婚紗店職員                                     |
| 2014年       | 再戰明天             | 鳳家姐                                         |
| 2014年       | 老表，你好hea！      | 護 士                                          |
| 2014年       | 名門暗戰             | 護 士                                          |
| 2014年       | 醋娘子               | 民 眾                                          |
| 2014年       | 飛虎II               | 新聞報道員（第8集）                            |
| 2014年       | 八卦神探             | 嵐                                             |
| 2015年       | 衝線                 | 職 員                                          |
| 2015年       | 水髮胭脂             | 護 士                                          |
| 2015年       | 華麗轉身             | 記 者（第7、19、21、22集）                     |
| 2015年       | 陪著你走             | 明 星（第15集）                                |
| 2015年       | 東坡家事             | 蠶 娘                                          |
| 2015年       | 東坡家事             | 王 弗                                          |
| 2015年       | 愛·回家 (第二輯)     | 屋主妻子（第905集）                            |
| 2015年       | 實習天使             | 黃日俊                                         |
| 2015年       | 刀下留人             | 孕 婦（第1集）                                 |
| 2016年       | 愛情食物鏈           | 侍 應（第1集）                                 |
| 2016年       | 鐵馬戰車             | 店 員（第11集）                                |
| 2016年       | 警犬巴打             | 護 士（第7、15集）                             |
| 2016年       | 潮流教主             | 女明星（第3集）                                |
| 2016年       | 末代御醫             | 宮 女                                          |
| 2016年       | 愛·回家之八時入席    | 飯堂職員                                       |
| 2016年       | 殭                   | 食 客（第2、16集）                             |
| 2016年       | 火線下的江湖大佬     | 護 士（第7、10 - 11集）                        |
| 2016年       | 廉政行動2016         | 馬翠鳳（第5集）                                |
| 2016年       | 純熟意外             | Jacqueline（第1、9、17集）                     |
| 2016年       | 一屋老友記           | 余 蕾                                          |
| 2016年       | 城寨英雄             | 城寨街坊                                       |
| 2016年       | 超能老豆             | 邦 母                                          |
| 2016年       | 巨輪II               | 報導員                                         |
| 2016年       | 律政強人             | 新聞主播（第1、6、15集）                       |
| 2016年       | 來自喵喵星的妳       | 孕 婦                                          |
| 2016年       | 幕後玩家             | 名 媛                                          |
| 2016年       | 流氓皇帝             | 鎮 民                                          |
| 2017年       | 味想天開             | 揚州之花                                       |
| 2017年       | 財神駕到             | 應徵者                                         |
| 2017年       | 乘勝狙擊             | 良女友（第25集）                               |
| 2017年       | 與諜同謀             | 杜志仁家姐                                     |
| 2017年       | 我瞞結婚了           | 美容院店主（第7集）                            |
| 2017年       | 心理追兇 Mind Hunter | Jenny                                          |
| 2017年       | 全職沒女             | OL（第1集）                                    |
| 2017年       | 不懂撒嬌的女人       | 記者會公關                                     |
| 2017年       | 賭城群英會           | 美 女（第15集）                                |
| 2017年       | 超時空男臣           | 溫雪蓮                                         |
| 2017年       | 同盟                 | Kelly                                          |
| 2017年       | 雜警奇兵             | 同 事                                          |
| 2017年       | 燦爛的外母           | 記者（第8、19集）                              |
| 2017年       | 使徒行者2            | 龍 珠                                          |
| 2017年       | 老表，畢業喇！       | 穎 君                                          |
| 2017年       | 誇世代               | 何思梅                                         |
| 2017年       | 降魔的               | 龍貓嫂（第17、18集）                           |
| 2017年       | 溏心風暴3            | Queen                                          |
| 2017年       | 性在有情             | 昌女友（第2集）                                |
| 2017至2021年 | 愛·回家之開心速遞    | 謝芷晴（第10、11、26、36、75、89、91、102集）  |
| 2017至2021年 | 愛·回家之開心速遞    | Betty（第231、234、296、348、386、456、534集） |
| 2018年       | 平安谷之詭谷傳說     | 紅 棗（第9集）                                 |
| 2018年       | 三個女人一個「因」   | 記 者                                          |
| 2018年       | 果欄中的江湖大嫂     | 主 播（第3集）                                 |
| 2018年       | 果欄中的江湖大嫂     | 記 者（第22、26、30集）                        |
| 2018年       | 逆緣                 | 麗（第4、6、8集）                              |
| 2018年       | 天命                 | 蔻 母                                          |
| 2018年       | BB來了               | 丘 太                                          |
| 2018年       | 特技人               | 護 士（第23、24集）                            |
| 2018年       | 跳躍生命線           | 呂劍雄四家姐（第4、7、21集）                   |
| 2018年       | 兄弟                 | 尹成亨秘書（第3、8集）                         |
| 2018年       | 是咁的，法官閣下     | 網 民（第15集）                                |
| 2018年       | 救妻同學會           | 小店老闆（第4集）                              |
| 2018年       | 大帥哥               | 昇威鎮鎮民（第11、12集）                       |
| 2019年       | 福爾摩師奶           | 姚一心（有力嫂）                               |
| 2019年       | 鐵探                 | 張醫生（第7集）                                |
| 2019年       | 機動部隊2019         | 阿心母親（第4集）                              |
| 2019年       | 婚姻合伙人           | 任稼霏（第8集）                                |
| 2019年       | 白色強人             | 心胸肺外科醫生（第7、9、11 - 13、18集）        |
| 2019年       | 十二傳說             | 接待員（第12集）                               |
| 2019年       | 包青天再起風雲       | 秀（第11集）                                   |
| 2019年       | 她她她的少女時代     | Diamond 粉絲（第8、9集）                       |
| 2019年       | 金宵大廈             | Jenny（第4集）                                 |
| 2019年       | 牛下女高音           | 少 婦（第2集）                                 |
| 2019年       | 解決師               | 法庭書記（第28、29集）                         |
| 2019年       | 多功能老婆           | 超市職員（第6、8、10、21集）                   |
| 2020年       | 法證先鋒IV           | 男童母親（第4、5集）                           |
| 2020年       | 機場特警             | 導 遊（第5集）                                 |
| 2020年       | 降魔的2.0            | 龍貓嫂                                         |
| 2020年       | 迷網                 | 炳 媽                                          |
| 2020年       | 反黑路人甲           | 豪 妻                                          |
| 2020年       | 使徒行者3            | Kelly（第7、8集）                              |
| 2020年       | 木棘証人             | 高力基母親（第9集）                            |
| 2020年       | 踩過界II             | 陪審員（第3、4、26 - 28集）                    |
| 2021年       | 陀槍師姐2021         | 雪（第11集）                                   |
| 2021年       | 失憶24小時           | 餐廳侍應（第11、14、21、22、25集）             |
| 2021年       | 伙記辦大事           | 豐 妹（第20集）                                |
| 2021年       | 一笑渡凡間           | 百 姓                                          |
| 2021年       | 逆天奇案             | 晚會公關（第20集）                             |
| 2021年       | 寶寶大過天           | 港 媽（第1集）                                 |
| 2021年       | 七公主               | 職 員                                          |
| 2021年       | 把關者們             | 陳 太（第2集）                                 |
| 2021年       | 我家無難事           | Lisa（第21 - 24集）                            |
| 2021年       | 換命真相             | 調解員（第1集）                                |
| 2021年       | 星空下的仁醫         | 莫啟健母親（第1、3集）                         |
| 2021年       | 拳王                 | 宋承宣                                         |
| 2021年       | 愛上我的衰神         | 新聞報導員（第3、7、8集）                      |
| 2022年       | 鐵拳英雄             | 鍾美琴（青年）                                 |
| 2022年       | 痞子殿下             | 美 美                                          |
| 2022年       | 白色強人II           | 王 太（第27集）                                |
| 2022年       | 超能使者             | 新聞報導員（第6、9、17、24、25集）             |
| 2023年       | 隱形戰隊             | 孕婦 （第1集）                                 |
| 2025年       | 富貴千團             | 陸超蓮                                         |

### 綜藝節目
| 首播         | 節目名        | 備註                     |
| 無綫電視     |               |                          |
| ？           | 閃電傳真機    | 演出嘉賓（遊戲參加者）   |
| 2012年       | TVB娛樂新聞台 | 粵語主播                 |
| 2013年       | 寵愛wakaka    | 演出（與鍾麗）           |
| 2014年       | 街頭魔法王2   | 演出並獲得新人魔法王美譽 |
| 2015年       | 姊妹淘        | 第二輯 第461集嘉賓       |
| 2016年       | 港生活·港享受 | 演出                     |
| 2016年       | 一週八爪魚    | 主持、TVBI               |
| 2018年       | 兄弟幫        | 第2165集嘉賓             |
| 2018年       | 今日VIP       | 9月19日嘉賓              |
| 2018年       | #後生仔傾吓偈   | 第191集嘉賓              |
| 2018至2021年 | 東張西望      | 外景主持（2月21日加入）  |
| 2020至2022年 | 藝文誌        | 主持（10月加入）         |
| 2021年       | 明星運動會    | 演出                     |

### 電影
| 首映   | 電影名           | 角色       |
| 2010年 | 志明與春嬌       | 張志明同事 |
| 2011年 | 我愛香港開心萬歲 | 主 播      |
| 2011年 | 潮性辦公室       | 性用品顧客 |
| 2012年 | 高海拔之戀       | 年輕情侶   |
| 2019年 | 極闘6之飄移都市  | 女主角     |

### 舞台劇
- 2011年9月20 - 23日：慈善音樂劇《蝦仔爹哋》

### 廣告
| 年份   | 內容                             |
| 2012年 | 公司註冊處「註冊易」電子服務     |
| 2015年 | 香港迪士尼樂園冬日活動           |
| 2016年 | 香港按證保險有限公司安老按揭計劃 |
| 2018年 | 創興銀行70週年置業興家           |

### 民政宣傳影片
- 2021年12月14日：地區直選 一人一票一剔

### 其他
- 2014年：禁毒大使「宣傳毒品禍害、培養積極人生」
- 2015年：關愛小天使活動大使「傳達關愛及尊重的重要性，達致傷健共融的精神」[35]
- 2016 - 2017年：樂兒計劃成長基金大使「宣場友愛共融，和而不同的精神」

## 書籍

### 散文集
- 2018年7月17日：《曾幾何時》[36]（紅出版、ISBN 9789888490967）
- 2021年7月19日：《未見》（紅出版、ISBN 9789888743384）

## 曾獲獎項與提名
| 年份   | 獎項                           | 結果 |
| 2010年 | 工展小姐選舉冠軍               | 獲獎 |
| 2010年 | 工展小姐選舉「最具才藝獎」     | 獲獎 |
| 2010年 | 工展小姐選舉「最具魅力獎」     | 獲獎 |
| 2010年 | 工展小姐選舉「最合眼緣獎」     | 獲獎 |
| 2010年 | 工展小姐選舉「最佳品牌推廣獎」 | 獲獎 |

## 外部連結
- 黃穎君的新浪微博
- 黃穎君的Facebook專頁
- 黃穎君的Instagram帳戶
- 黃穎君在香港影庫上的簡介